# Ürgüplü Mustafà Hayri Efendi
Ürgüplü Mustafà Hayrï (antiga ortografia Khayri) Efendi (1867-1921) fou xaikh al-Islam de l'Imperi Otomà.
Pertanyia a una família local d'ulemes de llarga tradició. Va estudiar a la seva vila natal, Ürgüp, i des de 1882 a Istanbul. Va ascendir en la jerarquia religiosa. estant a Salònica es va afiliar al Comitè Unió i Progrés (1906) i fou membre del comitè central el 1908. Amb la restauració del règim constitucional establert per la revolució dels Joves Turcs el juliol de 1908, fou elegit pel parlament; després de la contrarevolució d'abril de 1909 va entrar al gabinet com a ministre de Justícia. El 1910 fou ministre de wakfs i ministre de l'Interior interí per absència del titular. En el gabinet de Küçük Mehmed Said Paşa va presidir el consell d'Estat i ministre d'Educació. El 1913 fou reelegit per tercera vegada com a parlamentari i tornà a ser ministre de wakfs. El 16 de març de 1914 va esdevenir Shaykh al-Islam en el gabinet de Said Halim Pasha i va sancionar la fàtua que aprovava la guerra i la declarava gran guerra santa el 14 de novembre de 1914. Va dimitir el 25 d'abril de 1916 i va passar a ser membre del senat.
Al final de la guerra fou ministre de Justícia al govern d'Ahmed İzzet Pasha que va durar menys d'un mes i encara que hauria seguit en el següent gabinet, va dimitir el 19 de novembre de 1918. El 4 de març de 1919 fou arrestat amb altres polítics unionistes i fou deportat a Malta. A causa de la seva salut fou traslladat a Roma des d'on va poder tornar a Turquia, desembarcant a Antalya. Mustafà Kemal (Ataturk) el va convidar a Ankara per ocupar un escó a la Gran Assemblea Nacional però no va acceptar per les seves passades relacions amb els unionistes que comprometien als nacionalistes. Es va retirar a Ürgüp on va morir el 7 de juliol de 1921.
Fou el pare del primer ministre Suat Hayri Ürgüplü (21 de febrer de 1965 a 27 d'octubre de 1965).